# 1710 год в литературе

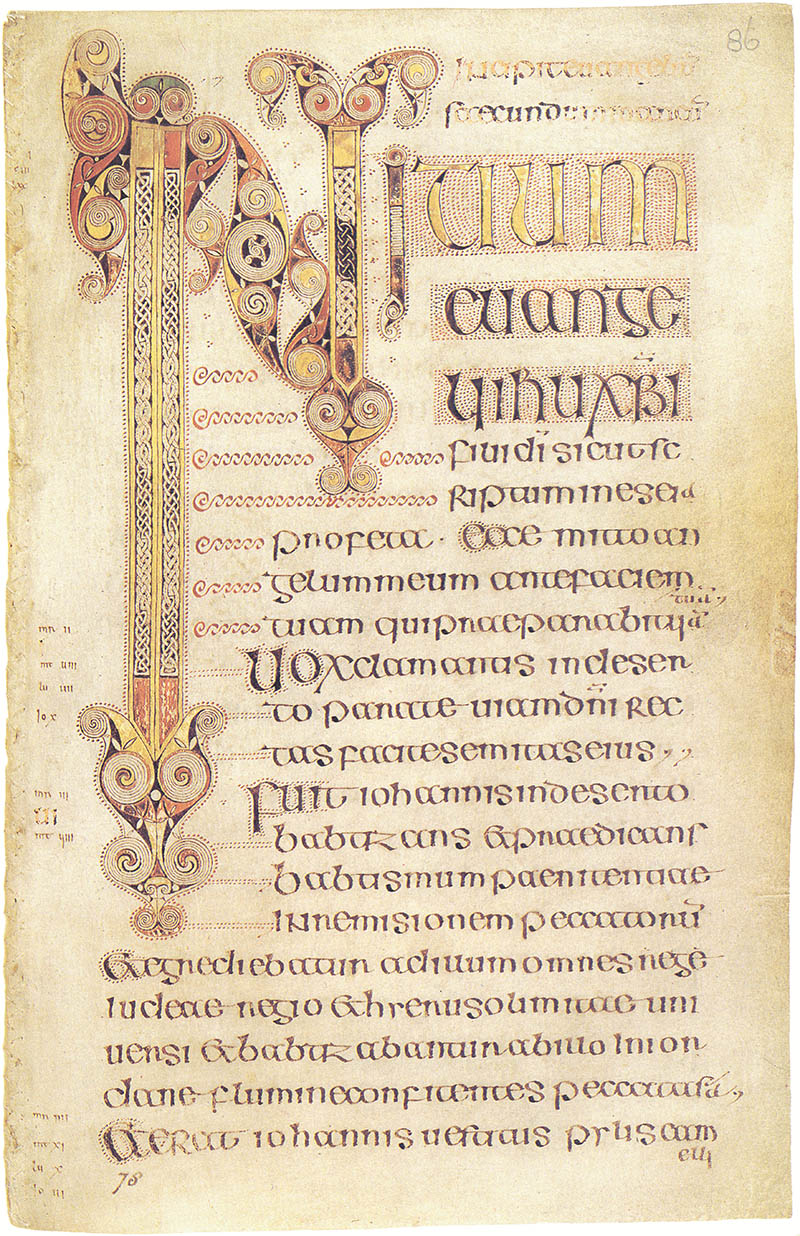
Страница «Евангелия от Марка» из аббатства Дюрроу. 1710

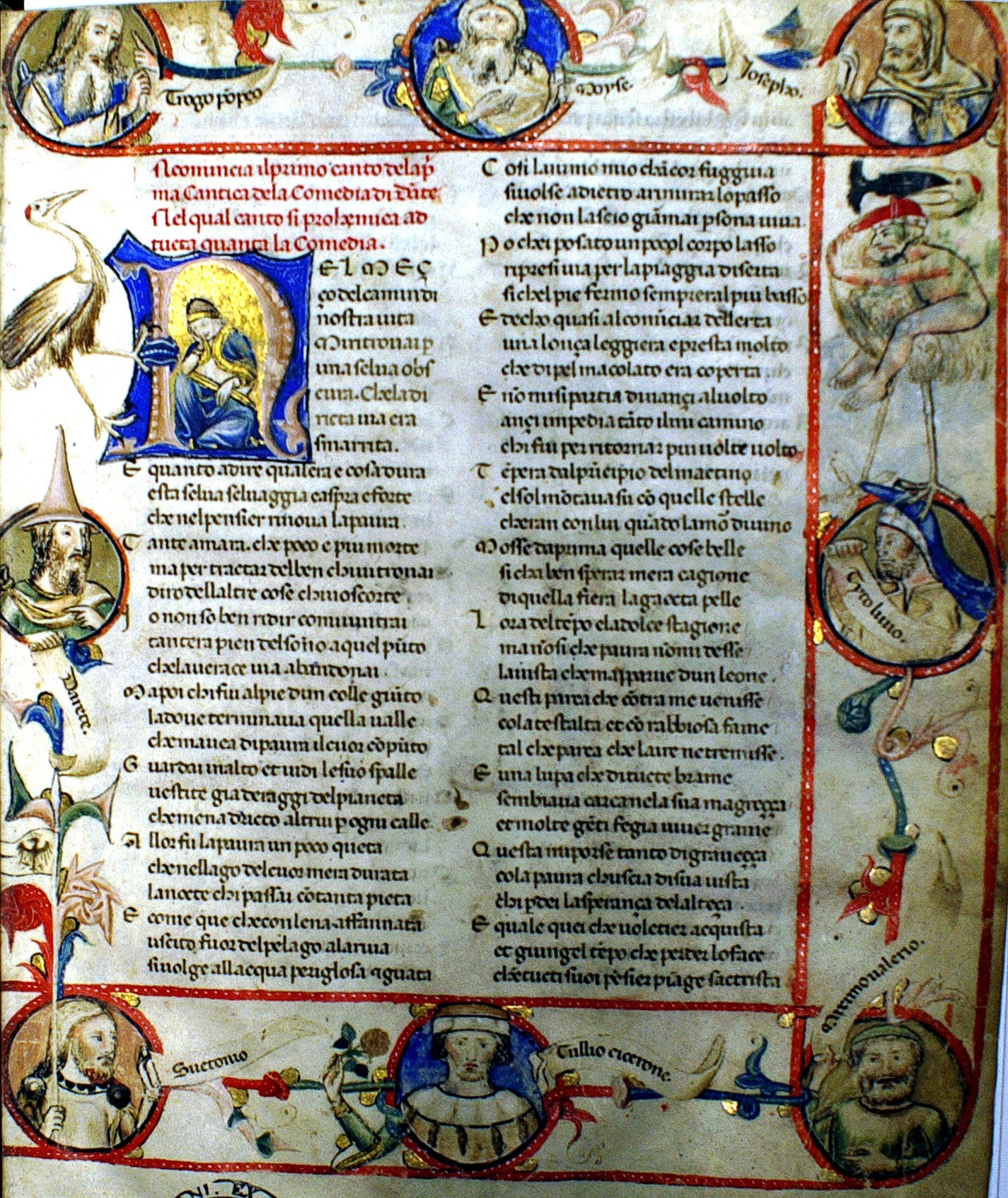
Страница «Божественной комедии» Данте

## События
- 30 января родился Раймондо де Сангро, неаполитанский изобретатель цветного книгопечатания.
- 10 апреля вступил в силу Статут королевы Анны — закон о правах авторов и книгоиздателей.
- Французский поэт и драматург Антуан Удар де Ламотт стал членом Французской академии.
- Английский публицист Джозеф Аддисон прекратил выпуск сатирико-нравоучительного журнала «Tatler» («Болтун»).
- Христиан фон Вольф, основоположник языка немецкой философии, учитель М. В. Ломоносова, стал членом Лондонского Королевского научного общества.
- Маркиза де Ламбер открыла свой знаменитый литературный салон.

## Произведения
- Джордж Беркли опубликовал главный философский труд «Трактат о принципах человеческого знания».
- Колли Сиббер написал роман «The Secret History of Arlus and Odolphus».
- Энтони Коллинз опубликовал сочинение «A Vindication of the Divine Attributes».
- Издана работа «Солилоквия, или совет автору» (англ. Soliloquy, or Advice to an Author Энтони Эшли-Купера, 3-го графа Шефтсбери
- Опубликовано философское эссе «Опыты теодицеи о благости Божией, свободе человека и начале зла» (Essais de théodicée sur la bonté de Dieu, la liberté de l’homme et l’origine du mal) Г. Лейбница
- Коттон Мэзер издал этико-философские сочинения «Стремление к добру» («Essays to Do Good»), «Bonifacius» и Theopolis Americana: An Essay on the Golden Street of the Holy City.
- «Договоры и постановления прав и вольностей войсковых» (Конституция Филиппа Орлика).

## Родились
- 13 апреля — Джонатан Карвер, английский писатель-путешественник (умер в 1780).
- 28 августа — Ян Готтрау Бемар, серболужицкий писатель (умер в 1779).
- 22 октября — Анн-Мари Фике дю Боккаж, французская поэтесса (умерла в 1802).
- 8 ноября — Сара Филдинг, английская писательница и переводчик (умерла в 1768).
- 13 ноября — Шарль-Симон Фавар, французский писатель, либреттист многих комических опер и театральных пьес (умер в 1792).
- 1 декабря — Баик Айдар, башкирский поэт (умер в 1814).
- 5 декабря — Антуан Ярт, французский священник, поэт, прозаик, литературный критик и переводчик (умер в 1791).

## Без точной даты
- Батырша, башкирский публицист (умер в 1762).
- Филипп Бридар де ла Гард, французский писатель (умер в 1767).
- Симеон Ереванци, армянский католикос, книгоиздатель (умер в 1780).
- Пол Уайтхед, английский поэт-сатирик (умер в 1774).
- Жан-Луи Фавье, французский публицист (умер в 1784).

## Скончались
- 24 апреля — Мануэль де Омс, испанский литератор (родился в 1651).
- 19 мая — Станислав Антоний Щука, публицист (родился в 1654).
- 27 июля — Ганс Мориц Айрман, немецкий путешественник и мемуарист. Автор «Записок о Прибалтике и Московии. 1666—1670 гг.» (родился в 1641).
- 1 ноября — Михаэль Конгель, — немецкий поэт эпохи барокко (родился в 1646).

## Без точной даты
- Михаил Андрелла, русинский православный писатель-полемист
- Эспри Флешье, французский проповедник и писатель эпохи классицизма (родился в 1632).
- Франсуа Нодо, французский писатель и переводчик.
- Андрей Викентий Устржицкий, польский стихотворец и переводчик.